# Kapela sv. Ivana Krstitelja (Fratrovci Ozaljski)
Kapela sv. Ivana Krstitelja je katolička kapela u naselju Fratrovcima Ozaljskim koje se nalazi u sastavi grada Ozlja, zaštićeno kulturno dobro.

## Opis dobra
Kapelu su sagradili pavlini još u srednjem vijeku na povišenom mjestu u naselju. Prilikom obnove 1755. godine kapela je dobila svoj današnji izgled jednobrodne građevine pravokutnog tlocrta s užim zaobljenim svetištem, kvadratnom sakristijom i zabatnim zvonikom. Lađa je svođena lažnim bačvastim svodom, svetište polukalotom a sakristija bačvastim svodom sa susvodnicama. U svetištu je sačuvan oltar iz 17. stoljeća. Kapela jednostavne vanjštine i bogato oslikane unutrašnjosti vrijedan je sakralni spomenik povijesti ozaljskog kraja.

## Zaštita
Pod oznakom P-5056 zaveden je kao nepokretno kulturno dobro – pojedinačno, pravna statusa preventivno zaštićeno kulturno dobro, klasificirano kao "sakralna graditeljska baština".